# Ливади (Кожанско)
Ливади (на гръцки: Λιβάδι) е бивше село в Република Гърция, в дем Кожани, област Западна Македония.

## География
Ливади е било разположено североизточно от Кожани, от западната страна на пътя за Бер, южно от Дрепано.

## История
Селото е основано в 60-те години. Регистрирано е за пръв път в 1971 година. На 17 март 1991 година е слято с Дрепано.
| Година    | 1913 | 1920 | 1928 | 1940 | 1951 | 1961 | 1971 | 1981 | 1991 | 2001 | 2011 | 2021 |
| --------- | ---- | ---- | ---- | ---- | ---- | ---- | ---- | ---- | ---- | ---- | ---- | ---- |
| Население |      |      |      |      |      |      | 86   | 344  |      |      |      |      |